# Campiña de Jaén
La Campiña de Jaén és una comarca de la província de Jaén. La capital es Andújar. La població d'aquesta comarca és de 67.749 habitants (segons les dades de l'INE per a 2006), té una superfície de 1.741,76 km², i una densitat de població de 38,9 hab/km².

## Geografia
La comarca està situada al nord-oest de la província de Jaén (Espanya). Limita amb la província de Ciudad Real al nord, la província de Còrdova a l'oest, la Comarca de Sierra Morena a l'est, i la Comarca Metropolitana de Jaén al sud. Sovint, la Campiña de Jaén i la Comarca Nord són tractades com si fossin una sola entitat, rebent el nom de Campiña Nord de Jaén.

### Municipis
Tradicionalment, es considerava que aquesta comarca estava compuesta pels municipios d'Andújar, Arjona, Arjonilla, Cazalilla, Escañuela, Espelúy, Higuera de Calatrava, Lahiguera, Lopera, Marmolejo, Mengíbar, Porcuna, Santiago de Calatrava, Torredonjimeno, Villanueva de la Reina i Villardompardo.
Des del 27 de març de 2003, i d'acord amb el catàleg elaborat per la Conselleria de Turisme i Esport de la Junta d'Andalusia, es transfereixen sis dels setze municipis a la Comarca Metropolitana de Jaén, establint-se que la comarca de la Campiña de Jaén estarà formada pels municipis:

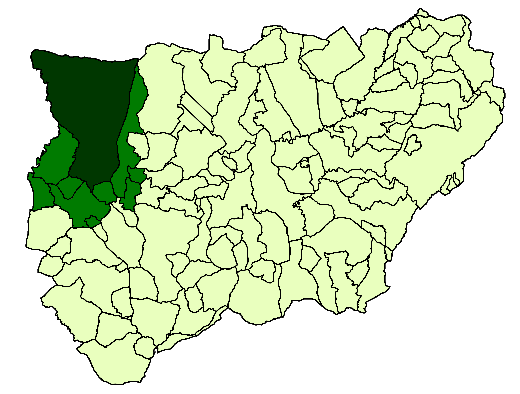
Localització de la Campiña de Jaén, amb Andújar, segons el catàleg de 2003 de la Junta d'Andalusia.

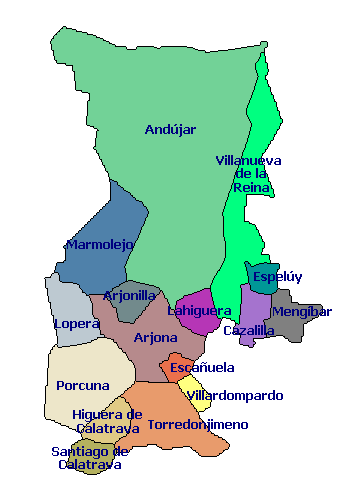
Mapa tradicional dels municipis de la Campiña de Jaén anterior al catàleg de 2003 de la Junta d'Andalusia.

| - Andújar - Arjona - Arjonilla - Cazalilla - Escañuela |  | - Espelúy - Lahiguera - Lopera - Marmolejo - Villanueva de la Reina |